# Schmale Straße 49 (Quedlinburg)

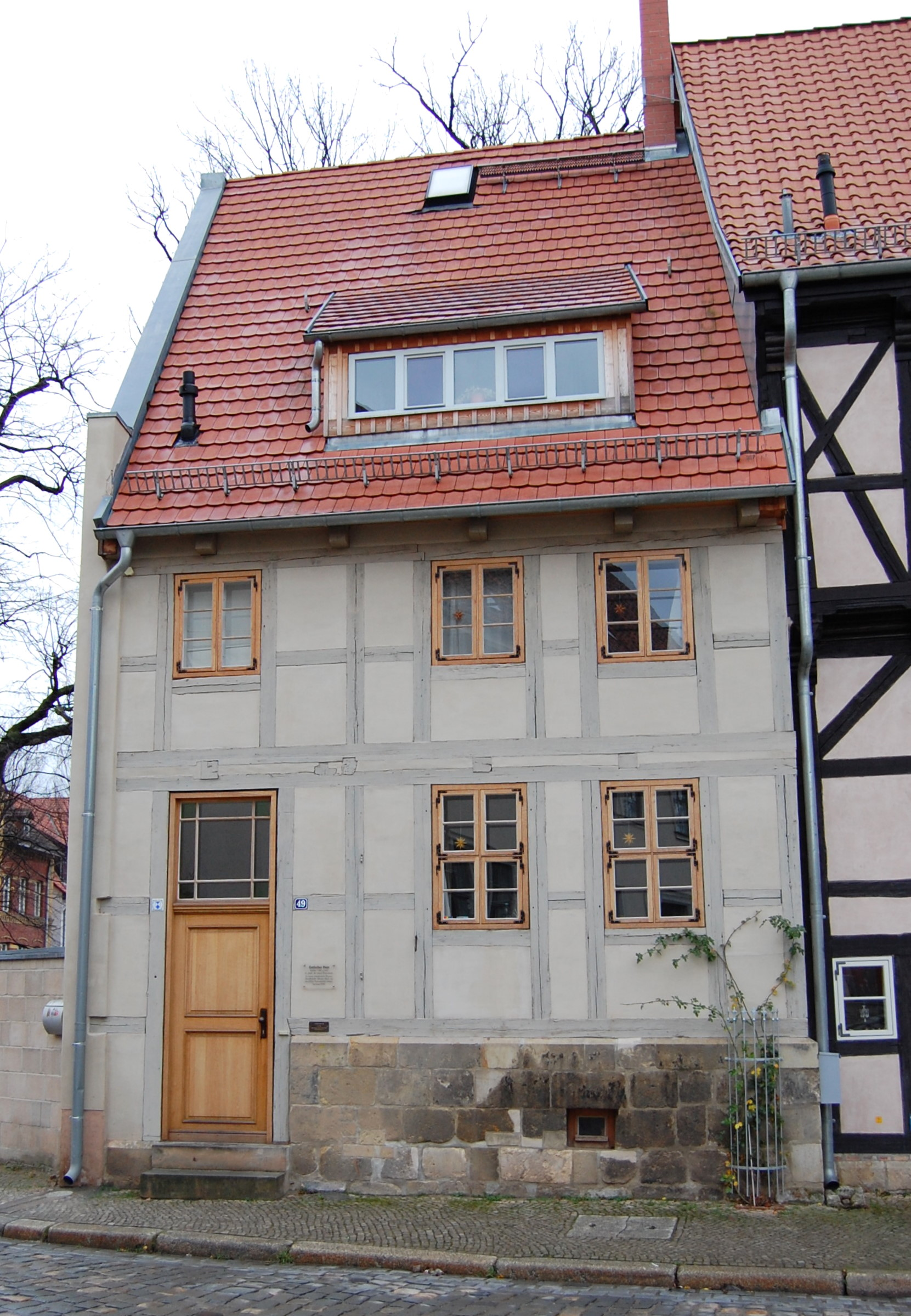
Schmale Straße 49

Das Haus Schmale Straße 49 ist ein denkmalgeschütztes Fachwerkhaus in der Stadt Quedlinburg in Sachsen-Anhalt.

## Lage
Das Gebäude befindet sich nördlich des Marktplatzes in der als UNESCO-Weltkulturerbe ausgewiesenen Quedlinburger Innenstadt, unmittelbar an der Einmündung der Goldstraße auf die Schmale Straße. Direkt südlich grenzt das gleichfalls denkmalgeschützte Fachwerkhaus Schmale Straße 50 an.

## Architektur und Geschichte
Lange Zeit wurde angenommen, das zweigeschossige Fachwerkgebäude sei etwa um 1760 als nördlicher Anbau des Hauses Schmale Straße 50 entstanden. Nachdem es seit mehr als 20 Jahren leergestanden hatte, wurde das ruinöse Gebäude im Jahr 2005 durch das Architekturbüro qbatur saniert. Hierbei wurde als tatsächliche Bauzeit etwa das Jahr 1380 ermittelt, so dass es sich um ein in der Zeit der Gotik entstandenes Gebäude handelt. Die heutige Wohnfläche des Hauses beträgt 110 m².
An der Fassade befindet sich ein Hinweisschild, das auf die Geschichte des Hauses hinweist. Danach handelte es sich um ein Gebäude (Bude) der unteren Bürgerschicht. Im Inneren des Hauses ist ein Gewölbekeller, eine Schwarze Küche sowie ein mittelalterlicher Brunnen erhalten. Auch der Fachwerkgiebel stammt noch aus der Bauzeit des Hauses.